# Karsikko (halvö)
Karsikko är en halvö i Finland.   Den ligger i landskapet Lappland, i den centrala delen av landet, 600 km norr om huvudstaden Helsingfors. Karsikko ligger på ön Halttari.